# Amalgamated Wireless Australasia
A Amalgamated Wireless (Australasia) Ltd (AWA) é um fabricante de produtos electrónicos e radiodifusor de Sydney, na Austrália, fundado em 1909 pela Telefunken e investidores australianos. Durante uma grande parte do século XX, a AWA foi a maior e mais importante empresa de electrónica da Austrália, onde desenvolve, fabrica e distribui serviços de radiodifusão, telecomunicações e televisão.